# Carlo Bonelli
Carlo Bonelli (ur. w 1612 w Rzymie, zm. 27 sierpnia 1676 tamże) – włoski kardynał.

## Życiorys
Urodził się w 1612 roku w Rzymie. Studiował na Uniwersytecie w Perugii, gdzie uzyskał doktorat utroque iure. Następnie został szambelanem papieskim i referendarzem Trybunału Obojga Sygnatur. 16 października 1656 roku został wybrany tytularnym arcybiskupem Koryntu, a trzynaście dni później przyjął sakrę. W tym samym roku został nuncjuszem w Hiszpanii. 14 stycznia 1664 roku został kreowany kardynałem prezbiterem i otrzymał kościół tytularny Sant’Anastasia. Zmarł 27 sierpnia 1676 roku w Rzymie.